# Diplolaimelloides oschei
Diplolaimelloides oschei is een rondwormensoort uit de familie van de Monhysteridae. De wetenschappelijke naam van de soort is voor het eerst geldig gepubliceerd in 1954 door Meyl.